# Пинјон (Аризона)
Пинјон (енгл. Pinon) насељено је место без административног статуса у америчкој савезној држави Аризона.

## Демографија
По попису из 2010. године број становника је 904, што је 286 (-24,0%) становника мање него 2000. године.
| Група             | 2000.     | 2010.     |
| Белци             | 90 (7,6%) | 64 (7,1%) |
| Афроамериканци    | 0 (0,0%)  | 3 (0,3%)  |
| Азијати           | 0 (0,0%)  | 19 (2,1%) |
| Хиспаноамериканци | 24 (2,0%) | 25 (2,8%) |
| Укупно            | 1.190     | 904       |